# 马西莫剧院
马西莫剧院（Teatro Massimo Vittorio Emanuele）是一个歌剧院，位于意大利西西里首府巴勒莫的威尔第广场（Piazza Verdi）。
马西莫剧院是意大利最大歌剧院，欧洲第三大歌剧院，仅次于巴黎歌剧院和维也纳国家歌剧院，以完美的音响效果著称。

## 历史

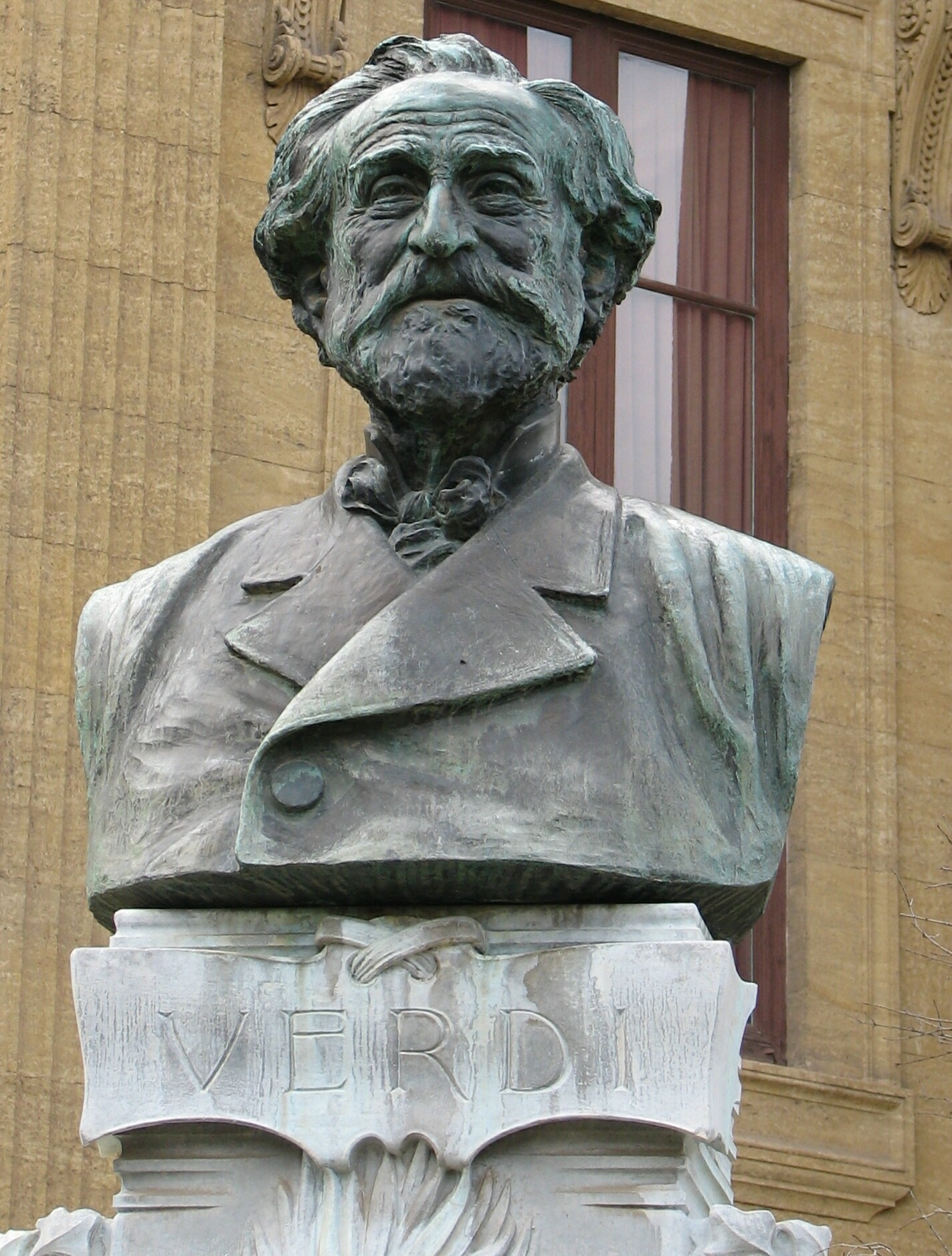
马西莫剧院外的威尔第半身像

1864年，市长安东尼·斯塔拉巴·迪·鲁迪尼推动巴勒莫市议会举行国际设计竞赛。很多年来一直谈论在巴勒莫建设新的大剧院，与这座意大利南部第二大城市（仅次于那不勒斯）相配，在国家统一后提升城市形象。
歌剧院由乔瓦尼·巴蒂斯塔·巴西莱设计，他在1891年去世，建筑由他的儿子埃内斯托·巴西莱监督。1874年1月12日施工开始，但从1882年至1890年停止了8年。1897年5月16日，奠基22年后，当时仅次于巴黎歌剧院的第二大歌剧院开幕，上演的是朱塞佩·威尔第的《福斯塔夫》。
巴西莱的灵感来自西西里古典建筑，外部为新古典主义风格，融入塞利农和阿格里真托希腊神庙元素。原计划容纳3000人，目前座位1,350，7层的看台环绕倾斜舞台，为典型的马蹄型风格。
1974年剧院关闭翻修，但成本超支，腐败和政治斗争，使其到23年后，1997年5月12日才终于重新开放。该剧院曾受到“腐败和政治干预...与预算赤字和沉重的债务”的困扰，目前已再次走上正轨。
影片《教父3》最后的场面在此拍摄。